# Ipomoea ficifolia
Ipomoea ficifolia är en vindeväxtart som beskrevs av John Lindley. Ipomoea ficifolia ingår i släktet praktvindor, och familjen vindeväxter. Inga underarter finns listade i Catalogue of Life.